# Witysław
Witysław (IX w.) – czeski książę.
W 872 roku był jednym z pięciu książąt czeskich pokonanych nad Wełtawą przez oddziały frankijskie dowodzone przez Luitberta, arcybiskupa Moguncji.
W lipcu 895 roku w Ratyzbonie wraz ze Spitygniewem I poddał się cesarzowi Arnulfowi z Karyntii. Niektórzy badacze sugerują, że drugim księciem nie był Witysław, lecz Wratysław, młodszy brat Spitygniewa.